# Bambuannalerna

Bambuannalerna (竹書紀年; Zhúshū Jìnián) eller Jigravsannalerna (汲冢紀年; Jí zhǒng jìnián) är en kronologisk kinesisk historiebeskrivning om det forna Kina. Bambuannalerna omfattar tiden från mytologiska Huang-Di (ca 2600–2700 f.Kr.) till 299 f.Kr. (16:e året av Kung Xiang av Weis regeringstid)..
Bambuannalerna sammanställdes i staten Wei i epoken De stridande staterna (400-talet till 221 f.Kr.). Sannolikt begravdes Bambuannalerna år 299 f.Kr. eller kort därefter. Bambuannalerna hittades av gravplundrare under Jindynastin år 279 (eller 281). Graven där annalerna hittades tillhörande en högre ämbetsman, och den fanns knappt en mil sydväst om dagens Weihui i Henan. Texten var skriven på bambustycken, vilket har gett verket dess namn. En del av Bambuannalerna förstördes av gravplundrarna då de först eldade med bambustyckena.  Det som kunde räddas av verket lät kejsare Wu sammanställa och skriva om i ett samtida språk.
Originalet (古本; Gǔběn) försvann under slutet av Jindynastin (265–420). Den äldsta existerande kopia som är känd (今本; Jīnběn) är från 1300-talet under Mingdynastin (1368–1644). Bambuannalerna har tillfört mycket i historieforskningen gällande den forna kronologin, och en hel del tidsangivelser i Sima Qians Shiji har visat sig vara fel. Inte minst vid dateringen av övergången mellan Shangdynastin och Zhoudynastin, och tiden fram till 841 f.Kr. har Bambuannalerna haft stor betydelse.

## Innehåll
Bambuannalernas innehåll täcker tiden från Gula kejsaren (ca 2600–2700 f.Kr.) under de mytologiska Tre härskare och fem kejsare genom dynastierna fram till sextonde regentåret för Zhoudynastins sista kung Nan (r. 314–256 f.Kr.)
Bambuannalerna är uppdelade i fem volymer (卷之). Första och andra volymen täcker in de mytologiska kejsarna och härskarna Huang-Di, Di Zhi (帝摯), Shaohao (少昊) ,  Zhuanxu, kejsar Ku, kejsar Yao och kejsar Shun. Den tredje volymen behandlar Xiadynastin och dess kungar. Fjärde volymen stegar sig genom Shangdynastins kungar. I den sista och femte volymen behandlas regenterna i Zhoudynastin. Bokens sista stycke inleds med vad Kung Nan av Zhou gjorde sitt 16:e regentår (298 f.Kr.) men sista meningen säger att annalerna täcker fram till kungens 20:e år.
| ”                                     | Det sextonde året, hade kungen ett möte med Qis kung i Han. Kronologin slutar vid tjugonde året för regerande kung. | „ |
| – Det sista stycket i Bambuannalerna. | |   |